# Rizon
Rizon (Eigenschreibweise RIZON) ist eine Musikgruppe aus Zürich. Sie wird dem Rock, Hard Rock und Metal zugerechnet.

## Geschichte

### Anfänge
Gegründet wurde Rizon als Schülergruppe im Mai 1997 von Matthias Götz (Gesang), Christian Götz (Gitarre) und Marco Küderli (Keyboard).
Rizon war in den Anfangsjahren vor allem durch stetige Lineup-Wechsel geprägt, welche eine rasche Entwicklung der Band erschwerte. Als Tom Lindegger (Schlagzeug) im Jahr 2001 der Band beitrat, spielte Rizon fast nur noch eigene Songs. Mit dem Beitritt von Jim Dodd (Bass) und John Wardle (Gitarre) begann die Band seinen eigenen Soundstil zu entwickeln. Den Mix zwischen rockigen Gitarren und symphonischen Keyboards, geprägt von zweistimmigem Gesang nennt die Band „Melodic Power Rock“.

### Evolution 2005
Noch während den Aufnahmen für ihr Debüt-Album Evolution verliess John Wardle die Band und wurde durch Mark Wietlisbach (Leroy, Steve Whitney Band, Purple Lizard) ersetzt. Das Album Evolution ermöglichte der Band Auftritte in Konzertlokalen wie dem Alpenrock House in Kloten, dem Rock City Uster und dem Dynamo Zürich.

### Sudden Life 2008
Anfang 2008 arbeitete die Band mit Dennis Ward (u. a. Krokus, Alannah Myles) in Deutschland an ihrem zweiten Album Sudden Life. Es erschien unter dem deutschen Label „Karthago Records“. Es folgte 2009 eine schweizweite Tour mit rund 20 Konzerten, die zugleich die Abschiedstournee von Franziska Schärer-Germann war, welche die Band anschliessend verliess.

### Masquerade 2012
2011 wurden in den heimischen Ringstudios, welche in der Zwischenzeit auf eine Grösse von 100 m² gewachsen waren und sich in Volketswil ZH befinden, 13 neue Rizon-Songs aufgenommen. Das Konzept des zweistimmigen Gesangs wurde weiter ausgebaut und die weibliche Stimme erhielt noch mehr Platz in den neuen Songs. Dies hatte sich bereits bei der Entwicklung von Evolution zu Sudden Life abgezeichnet. Das neue Album Masquerade (2012) wurde Nino Laurenne in den Sonic Pump Studios gemischt. Das Mastering wurde von Svante Forsbäck in den Chartmakers Studios in Helsinki gemacht. Svante kann unter anderem Referenzen wie Rammstein, Sonata Arctica und Sunrise Avenue (Hollywood Hills) aufweisen.
Im Oktober 2012 verliess Bassist Jim Dodd die Band und wurde durch Tilo Preller, einen routinierten Metalbassisten ersetzt. Rizon starteten im Januar 2013 ihre „Masquerade Tour“.

### Power Plant 2016
Im Frühjahr 2014 übernahm Reto Hähnel die Position an der Leadgitarre und prägt seitdem den Rizon Sound mit seinem Spiel. Im Herbst 2014 wurde das Lineup von Rizon mit Maik Kindermann am Bass und mit Rahel Fischer als Sängerin vervollständigt. 2016 erschien das Album Power Plant, gemischt von Jacob Hansen (Doro, Pretty Maids, Amaranthe, Volbeat etc.).

### Prime Time 2022
Die Aufnahmen zum geplanten Album starteten im Januar 2020. Danach kam die Corona-Pandemie nach Europa. Diese zwang die Sängerin Rahel Fischer die Band zu verlassen. Als Ersatz stiess neu die aus Griechenland stammende Anastasia Panagiotou zur Band. In dieser neuen Kombination wurde das Album Prime Time fertig gestellt. Am 11. März 2022 wurde das wiederum von Jacob Hansen gemischt und gemasterte Album veröffentlicht. Das Album wurde in der Aprilausgabe des UK-Printmagazins "Powerplay" aus den vorhandenen 200 Releases zum "Album of the month" gekürt.

## Diskografie
- 2005: Evolution (VSM, CH)
- 2008: Sudden Life (Karthago Records, DE)
- 2012: Masquerade (Karthago Records, DE)
- 2016: Power Plant (Pure Rock Records, DE)
- 2022: Prime Time (Pure Steel Records, DE)